# 힌두교 사원
힌두교 사원 또는 만디르(산스크리트어: मन्दिर 만디라)는 숭배, 희생, 헌신을 통해 힌두교도와 신들을 하나로 모으도록 설계된 구조물이다. 이 사원은 신의 집에 바쳐진 것으로 여겨진다. 힌두 사원의 상징과 구조는 원과 사각형을 배치하는 베다 전통에 뿌리를 두고 있다. 이 사원은 또한 재귀와 천문학적 숫자, "그 장소의 지리와 신과 수호자의 추정되는 연결고리와 관련된 특정한 정렬" 등에 의해 거시 우주와 소우주의 동등성을 표현하는 것을 나타낸다. 사원은 인간의 선과 악 뿐만 아니라 힌두교의 우주관적 요소를 제시하며, 환생과 생명의 본질 즉, 다르마, 카마, 아르타에, 해탈 그리고 카르마를 상징적으로 나타낸다.
힌두교 사원에서 상징적으로 표현되는 정신적인 원칙은 인도의 고대 산스크리트어 문헌 (예를 들어, 베다와 우파니샤드)에 주어져 있고, 그들의 구조적인 규칙은 건축에 관한 다양한 고대 산스크리트어 논문 (브리하트 삼히타, 바슈투 샤스트라)에 기술되어 있다. 배치, 모티프, 계획 및 건축 과정은 고대 의식, 기하학적 상징주의를 암송하고 있으며, 힌두교의 다양한 학파 내에서 타고난 믿음과 가치를 반영한다. 힌두교 사원은 고대 예술, 공동체 기념 행사 및 경제가 번성했던 주요 지형물뿐만 아니라 많은 힌두교도들에게 정신적인 목적지이다.
힌두교 사원들은 다양한 양식으로 존재하고, 다양한 장소에 위치하며, 다른 건축 방법을 배치하고, 다른 신들과 지역 신앙에 적응하지만, 거의 대부분은 특정한 핵심 아이디어, 상징성과 주제를 공유한다. 사원들은 남아시아, 특히 인도와 네팔, 방글라데시, 파키스탄, 스리랑카와 캄보디아, 베트남, 말레이시아, 인도네시아와 같은 동남아시아 국가들과 캐나다, 피지, 프랑스, 가이아나, 케냐, 모리셔스, 네덜란드, 남아프리카 공화국, 수리남, 탄자니아, 트리니다드 토바고, 우간다, 영국, 미국, 그리고 힌두교 인구가 매우 많은 다른 국가들과 같은 국가들에서 발견된다. 힌두교 사원의 현재 상태와 외형은 2천년 이상에 걸쳐 진화하면서 예술, 재료, 디자인을 반영하며, 또한 12세기 이후 힌두교와 이슬람교 사이의 갈등의 효과를 반영한다. 뉴욕과 필라델피아 대도시 지역 사이의 뉴저지 로빈스빌에 있는 스와미나라얀 악샤르담은 세계에서 가장 큰 힌두교 사원들 중 하나로 2014년에 완공했다.

## 같이 보기
- 사원

### 인용주
1. ↑  /ˈmʌndɪər/, with a dental "d" in the original language.[1][2] Also mandira /ˈmʌndɪrə/.[1]

### 참조주
1. 1 2  〈mandir〉. 《The Chambers Dictionary》 9판. Chambers. 2003. ISBN 0-550-10105-5.
2. ↑  〈mandir〉. 《Collins English Dictionary》 13판. HarperCollins. 2018. ISBN 978-0-008-28437-4.
3. 1 2  Stella Kramrisch (1946). 《The Hindu Temple》. Motilal Banarsidass. 19–43, 135–137, context: 129–144 with footnotes쪽. ISBN 978-81-208-0223-0.
4. ↑  Subhash Kak, "The axis and the perimeter of the temple." Kannada Vrinda Seminar Sangama 2005 held at Loyola Marymount University in Los Angeles on 19 November 2005.
5. ↑  Subhash Kak, "Time, space and structure in ancient India." Conference on Sindhu-Sarasvati Valley Civilization: A Reappraisal, Loyola Marymount University, Los Angeles, 21 & 22 February 2009.
6. ↑  Stella Kramrisch (1946). 《The Hindu Temple》. Motilal Banarsidass. 135, context: 40–43, 110–114, 129–139 with footnotes쪽. ISBN 978-81-208-0223-0., Quote: "The [Hindu] temple is the seat and dwelling of God, according to the majority of the [Indian] names" (p. 135); "The temple as Vimana, proportionately measured throughout, is the house and body of God" (p. 133).
7. ↑  George Michell (1977). 《The Hindu Temple: An Introduction to Its Meaning and Forms》. University of Chicago Press. 61–62쪽. ISBN 978-0-226-53230-1.; Quote: "The Hindu temple is designed to bring about contact between man and the gods" (...) "The architecture of the Hindu temple symbolically represents this quest by setting out to dissolve the boundaries between man and the divine".
8. ↑  Susan Lewandowski, "The Hindu Temple in South India", in Buildings and Society: Essays on the Social Development of the Built Environment, Anthony D. King (Ed.), ISBN 978-0710202345, Routledge, Chapter 4
9. ↑  M.R. Bhat (1996), Brhat Samhita of Varahamihira, ISBN 978-8120810600, Motilal Banarsidass
10. ↑  Burton Stein, "The Economic Function of a Medieval South Indian Temple", The Journal of Asian Studies, Vol. 19 (February 1960), pp. 163-76.
11. ↑  George Michell (1988), The Hindu Temple: An Introduction to Its Meaning and Forms, University of Chicago Press, ISBN 978-0226532301, pp. 58-65.
12. ↑  Alice Boner (1990), Principles of Composition in Hindu Sculpture: Cave Temple Period, ISBN 978-8120807051, see Introduction and pp. 36-37.
13. ↑  Francis Ching et al., A Global History of Architecture, Wiley, ISBN 978-0470402573, pp. 227-302.
14. ↑  Brad Olsen (2004), Sacred Places Around the World: 108 Destinations, ISBN 978-1888729108, pp. 117-119.
15. ↑  Paul Younger, New Homelands: Hindu Communities, ISBN 978-0195391640, Oxford University Press
16. ↑  Several books and journal articles have documented the effect on Hindu temples of Islam's arrival in South Asia and Southeast Asia:* Gaborieau, Marc (1985). “From Al-Beruni to Jinnah: idiom, ritual and ideology of the Hindu-Muslim confrontation in South Asia”. 《Anthropology Today》 (Royal Anthropological Institute of Great Britain and Ireland) 1 (3): 7–14. doi:10.2307/3033123. JSTOR 3033123.* Eaton, Richard (2000). “Temple Desecration and Indo-Muslim States”. 《Journal of Islamic Studies》 11 (3): 283–319. doi:10.1093/jis/11.3.283.* Annemarie Schimmel, Islam in the Indian Subcontinent, ISBN 978-9004061170, Brill Academic, Chapter 1* Robert W. Hefner, Civil Islam: Muslims and Democratization in Indonesia, Princeton University Press, ISBN 978-0691050461, pp. 28-29.
17. ↑  Frances Kai-Hwa Wang (2014년 7월 28일). “World's Largest Hindu Temple Being Built in New Jersey”. NBC News. 2016년 12월 3일에 확인함.